# オリーヴァ・ジェッシ
オリーヴァ・ジェッシ（伊: Oliva Gessi）は、イタリア共和国ロンバルディア州パヴィーア県にある、人口約200人の基礎自治体（コムーネ）。

## 地理

### 位置・広がり

#### 隣接コムーネ
隣接するコムーネは以下の通り。
- カルヴィニャーノ
- カステッジョ
- コルヴィーノ・サン・クイーリコ
- モンタルト・パヴェーゼ
- モルニーコ・ロザーナ
- トッリチェッラ・ヴェルツァーテ

### 気候分類・地震分類
気候分類では、zona E, 2944 GGに分類される。
また、イタリアの地震リスク階級 (it) では、zona 3 (sismicità bassa) に分類される
。